# 법정손해배상
법정손해배상은 피해자의 피해를 기준으로 손해배상을 산정하는 것이 아니라 법률에 정한 액수로 손해배상을 하는 것이다.
법정손해배상금은 민법상의 손해배상액으로 원고의 손해 정도에 따라 산정하는 것이 아니라 법령에 정해진 금액이다. 피해자가 입은 피해액을 정확히 산정하기 어려운 행위에 대해서는 법정손해배상을 하도록 한다. 이는 침해 규모를 확인할 수 없는 지적 재산권 사건과 같이 가치 계산이 비실용적이기 때문일 수 있다. 개인의 권리를 침해하는 경우와 같이 부상의 성격이 주관적이기 때문일 수도 있다. 보상은 보상뿐만 아니라 억지력을 발휘할 수 있으며 잠재적인 피고인이 상대적으로 정교한 당사자인 경우 억지 기능을 수행하는 데 성공할 가능성이 높다. 법정 손해배상으로 제공될 수 있는 다른 기능에는 행정 비용 절감 및 법 위반 결과를 명확히 하는 것이 포함된다.
법정 손해 배상 금액은 해당 조항을 위반한 경우 최대 1,000달러의 법정 손해 배상금을 부과하는 공정 채무 징수 관행법(Fair Debt Collection Practices Act)과 같이 건당 기준으로 정할 수 있다. 하루에 $1,000의 손해를 명시할 수 있는 인권 침해를 금지하는 행위에서와 같이 하루에 금액을 설정할 수도 있다. 이 용어는 저작권 또는 상표권 침해에 대해 일반적으로 발생하는 문제에 대해 법적으로 지불할 수 있는 금액의 배수인 손해가 적용되는 경우에도 적용된다.
범죄 행위의 원칙이 적용되어 사람들이 자신에게도 똑같이 잘못이 있는 범죄에 대해 다른 사람을 고소하는 것을 방지한다.